# Cây vĩ cầm vàng (phim)
Cây vĩ cầm vàng (tựa tiếng Anh: Together; tiếng Trung: 和你在一起; bính âm: Hé nǐ zài yīqǐ) là một phim điện ảnh chính kịch của Trung Quốc năm 2002 do Trần Khải Ca đạo diễn, với sự tham gia của Đường Vân, Lưu Bội Kỳ, Vương Chí Văn, Trần Hồng và Trần Khải Ca. Phim ra mắt tại Liên hoan phim quốc tế Toronto vào ngày 10 tháng 9 năm 2002, sau đó 10 ngày được phát hành tại Trung Quốc đại lục. Phim khởi chiếu tại Hà Nội vào ngày 23 tháng 12 năm 2003.